# Аеропорт Сангія Нібандера
Сангія Нібандера (Taggetada) (індонез. Bandar Udara Sangia Nibandera) — аеропорт у Колаці, на південно-східному Сулавесі в Індонезії. Аеропорт був відкритий 25 червня 2010 року. Названий на честь Раджи Сангіа Нібандери, який був першим королем племені Меконгга (корінного населення Колака) і поширював іслам у регіоні Колака.

## Авіакомпанії та напрямки
З аеропорту Сангія Нібандера відправляються регулярні польоти трьох авіакомпаній. Один з найпопулярніших напрямків — Макасар.
Авіакомпанії та напрямки, які з'єднуються з аеропортом Сангія Нібандера:
- Citilink — Макасар
- TransNusa — Макасар
- Wings Air — Макасар

## Технічні характеристики
Аеропорт знаходиться на висоті 23 метри (77 футів) над рівнем моря. Він має одну злітно-посадкову смугу під номером 18/36 з асфальтовим покриттям довжиною 1400 метрів (4593 футів).
Згідно з планом аеропортового управління на початку 2016 року планується розширення злітно-посадкової смуги аеропорту до 2350 метрів для прийому більших літаків.

## Аварії
26 листопада 2013 року внаслідок удару блискавки вогонь знищив будівлю головного терміналу аеропорту.